# Winterbach (Fohnsdorferbach)
Der Winterbach ist ein Nebenfluss des Fohnsdorferbachs und gehört damit zum Flusssystem der Donau. Er durchfließt den Wintergraben und mündet im Ortszentrum Fohnsdorf in den Fohnsdorferbach.